# Pomachilioides
Pomachilioides là một chi bọ cánh cứng trong họ 
Elateridae.
Chi này được miêu tả khoa học năm 1897 bởi Candèze.

## Các loài
Các loài trong chi này gồm:
- Pomachilioides dimidiatus Schwarz, 1901
- Pomachilioides ludiiformis Candèze, 1897